# روبرت بي. ديفيس
روبرت بي. ديفيس (بالإنجليزية: Robert P. Davis)‏ (8 أكتوبر 1929 - 7 نوفمبر 2005، بروفيدنس في الولايات المتحدة)؛ مخرج أفلام، كاتب سيناريو وروائي أمريكي.

## الجوائز
- جائزة الأوسكار لأفضل فيلم حي قصير

## روابط خارجية
- روبرت بي. ديفيس على موقع IMDb (الإنجليزية)
- روبرت بي. ديفيس على موقع أول موفي (الإنجليزية)
- روبرت بي. ديفيس على موقع كينوبويسك (الروسية)